# Liste des membres du Conseil des Anciens
Pour un article plus général, voir Conseil des Anciens.

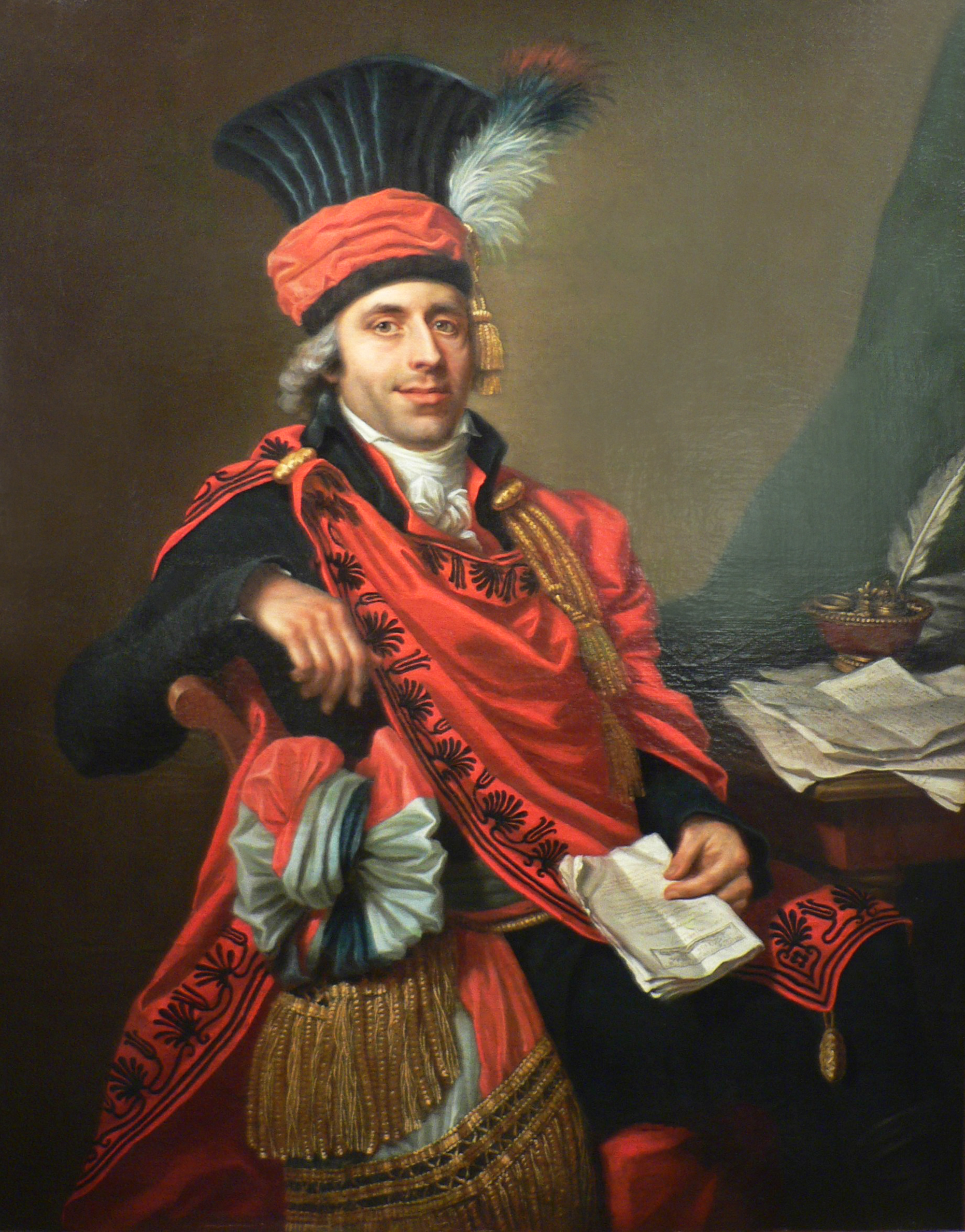
Thomas Bouquerot de Voligny, député de la Nièvre au Conseil des Anciens, en grand uniforme des membres de ce conseil (musée de la Révolution française).

Le Conseil des Anciens était une assemblée législative, mise en place en 1795 sous la Constitution de l'an III. Ses membres (parlementaires à la chambre haute), élus par département et désignés sous le terme de « député de… » étaient l'équivalent de nos actuels sénateurs. Le Conseil des Anciens devait être de 250 membres, devant avoir 40 ans au moins, être mariés ou veufs, et domiciliés depuis 15 ans sur le territoire de la République. 

## Historique
Cette assemblée a siégé du 28 octobre 1795 au 10 novembre 1799. Selon la constitution, les deux conseils sont renouvelés par tiers chaque année. La répartition entre Conseil des Anciens et Conseil des Cinq-Cents se fait en fonction de critères d'âges.
Les premières élections ont eu lieu du 20 au 29 vendémiaire an IV (du 12 au 21 octobre 1795), marquées par le décret des 2/3 tiers qui demandait de conserver les 2/3 tiers des sièges au Conseil des Anciens et Conseil des Cinq-Cents pour des membres de l'ex-Convention. 
Les deuxièmes élections de renouvellement ont lieu en Germinal de l'an V (soit de mars à avril 1797).
Les troisièmes élections se tiennent du 20 au 29 germinal an VI (9-18 avril 1798) et sont invalidés en partie par la loi du 22 floréal an VI (11 mai 1798). 
Les dernières élections avant la disparition du Directoire ont lieu du 20 au 27 octobre an VII (9-19 avril 1799).
- Haut – A
- B
- C
- D
- E
- F
- G
- H
- I
- J
- K
- L
- M
- N
- O
- P
- Q
- R
- S
- T
- U
- V
- W
- X
- Y
- Z

## A
- Jean Allafort
- Charles Jean-Marie Alquier
- Jean-Claude Amyon
- Joseph Artauld-Blanval
- Noël Michel Appert
- Antoine-Joseph Augier
- Pierre Jean-Baptiste Auguis
- Michel Azéma

## B
- Luc-Joseph Bacon
- Claude-François Balivet
- Philibert Ballard
- Jean-Étienne Bar
- François Barbé-Marbois
- Jean François Baret
- Louis Barreau
- Raymond de Barennes
- Jean-André Barrot
- Pierre-Charles-Louis Baudin
- Claude Hubert Bazoche
- Joseph Becker
- Jean-François Belin
- Marcellin Béraud
- Louis Bernard de Saint-Affrique
- Antoine Bertrand
- Pierre Charles Emmanuel Besnard
- François Joseph Blanc
- Nicolas François Blaux
- Joseph Antoine Boisset
- Thomas Bouquerot de Voligny
- Jean-Jacques Bréard

## C
- Charles François Louis Caillemer
- Joseph Cauvet
- Mathieu-Augustin Cornet
- Georges-Antoine Chabot de l'Allier
- Jean-Antoine Chapsal
- Joël Charette
- Louis Joseph Charlier
- Charles Antoine Chasset
- Pierre-Charles Martin de Chassiron
- Pierre Joseph Marie Chombart
- Charles-Pierre Claret de Fleurieu
- Thomas Corbinais, 1798 (Ille-et-Vilaine)
- Joseph Cornudet des Chaumettes
- Edme-Bonaventure Courtois
- Jean-Baptiste Coutisson Dumas
- Michel-Pascal Creuzé-Dufresne
- François-Joseph Curial

## D
- Jacques Sébastien Dautriche
- Charles-François Delacroix
- Antoine Delamarre
- Jean-François Delmas
- Georges Frédéric Dentzel
- Jean Joseph Eustache Derazey
- Thomas-Marie-Gabriel Desmazières
- Christophe Dieudonné
- Louis-Thibaut Dubois-Dubais
- Roger Ducos
- Pierre Samuel Dupont de Nemours
- Benoît Michel Decomberousse
- François Delort
- Yves-Marie Destriché

## E
- Antoine Estadens

## F
- Henri Fargues
- Henri de Fontenay

## G
- Jean-Antoine Galtié (1743-1808)
- Dominique Joseph Garat (1749-1833)
- Joseph Marie Jacques François Gaudin (1754-1818)
- Achille Étienne Marie Gigault de Crisenoy (1756-1802)
- Pierre Giraud du Plessis (1754-1820)
- Guillaume François Charles Goupil de Préfelne (1727-1801)
- Jacques Tanguy Marie Guermeur (1750-1798)

## H
- Jean-Baptiste Harmand
- Charles-Robert Hecquet
- Jean-Baptiste Hérard
- Pierre-Antoine Herwyn de Nevèle
- Hugues-Guillaume-Bernard-Joseph Monmayou
- Jacques-Nicolas Husson

## J
- Jacques Gabriel Jan de Hauteterre

## K
- Joseph Louis Kauffmann
- Augustin Bernard François Le Goazre de Kervélégan

## L
- Jean-Pierre Lacombe-Saint-Michel
- Jean-Girard Lacuée
- André-Daniel Laffon de Ladebat
- René-Augustin Lair-Lamotte
- Jean-Denis Lanjuinais
- Charles-François Lassée
- Louis-Marie de La Révellière-Lépeaux
- Charles-François Lebrun
- François-Joseph Lefebvre-Cayet
- Pierre Le Menuet de La Jugannière, secrétaire de l'assemblée en l'an VII.
- Louis-Nicolas Lemercier
- Thomas Lindet
- François Lobjoy
- Étienne-Géry Lenglet
- Joseph Sébastien Le Paige de Dommartin (Vosges)

## M
- Jacques de Maleville
- Jean-Antoine Marbot
- Philippe-Antoine Merlin de Douai
- Étienne Mollevaut
- Pierre Montault-Désilles
- Honoré Muraire
- Joseph-Mathurin Musset, « député » de la Meuse
- René-Pierre Morand[1]

## N
- Joseph Niou

## O
- Joseph Fiacre Olivier de Gérente

## P
- Nicolas-Pierre Paillart
- Boniface Paradis
- Emmanuel Pérès de Lagesse, secrétaire en thermidor an VI et président en brumaire an VII.
- René-François Plaichard Choltière
- Jacques Poisson de Coudreville
- Jean-Étienne-Marie Portalis
- François Pougeard du Limbert, secrétaire en l'an XII.

## R
- Claude Ambroise Régnier
- Jean-Louis Richard
- Jean-Baptiste Rivière
- Jean François Philibert Rossée
- Louis-Julien de Roujoux (1753-1829)
- Jean Rousseau (1738-1813)

## S
- Nicolas Louis de Salligny (1736-1819)
- Gervais Sauvé (1735-1801)
- Mathurin Sédillez (1745-1821)
- Jean-Louis Soubdès (1749-1819)

## T
- François Denis Tronchet

## V
- Jacques Louis Nicolas Vaillant
- Grégoire Van Kempen (1745-1812)
- Théodore Vernier
- Nicolas Lievin Vernimmen (1741-1806), maire de Bergues en l'An VIII[2].

## W
- Jean-Étienne Werbrouck (1741-1806), Bourgmestres d'Anvers de 1801 à 1811.

## Y
- Claude-Alexandre Ysabeau